# Droga wojewódzka nr 239
Droga wojewódzka nr 239 (DW239) – droga wojewódzka w województwie  kujawsko-pomorskim o długości 20,8 km, biegnąca przez obszar miasta Bydgoszcz oraz powiatu bydgoskiego. 15 grudnia 2021 roku numer 239 obsadzono ponownie, przypisując go do drogi wytyczonej śladem poprzedniego przebiegu drogi krajowej nr 5 w Bydgoszczy i Osielsku.

## Dawny przebieg
Wcześniej arteria łączyła Błądzim przez Lniano, Drzycim i Laskowice ze Świeciem. Leżała na terenie powiatu świeckiego i miała 33 km długości. Z dniem 27 września 2017 roku wykreślono numer 239 z listy dróg wojewódzkich. Odcinek od Błądzimia do Laskowic został zdegradowany do statusu drogi powiatowej, natomiast odcinek od Laskowic do Świecia został włączony do drogi wojewódzkiej nr 272.
W marcu 2021 pod pretekstem modernizacji drogi na 3,5-kilometrowym odcinku drogi między Laskowicami a Krąplewicami, obsadzonych aleją 433 drzew, planowano wycięcie stu siedemdziesięciu sześciu dębów szypułkowych, ośmiu klonów jaworów i sześciu klonów zwyczajnych, o obwodach wahających się między 200 a 350 cm. Na skutek interwencji Wojewódzkiego Urzędu Ochrony Zabytków wycinkę wstrzymano i rozpoczęto procedurę wpisu całej alei do rejestru zabytków.

## Miejscowości przy trasie

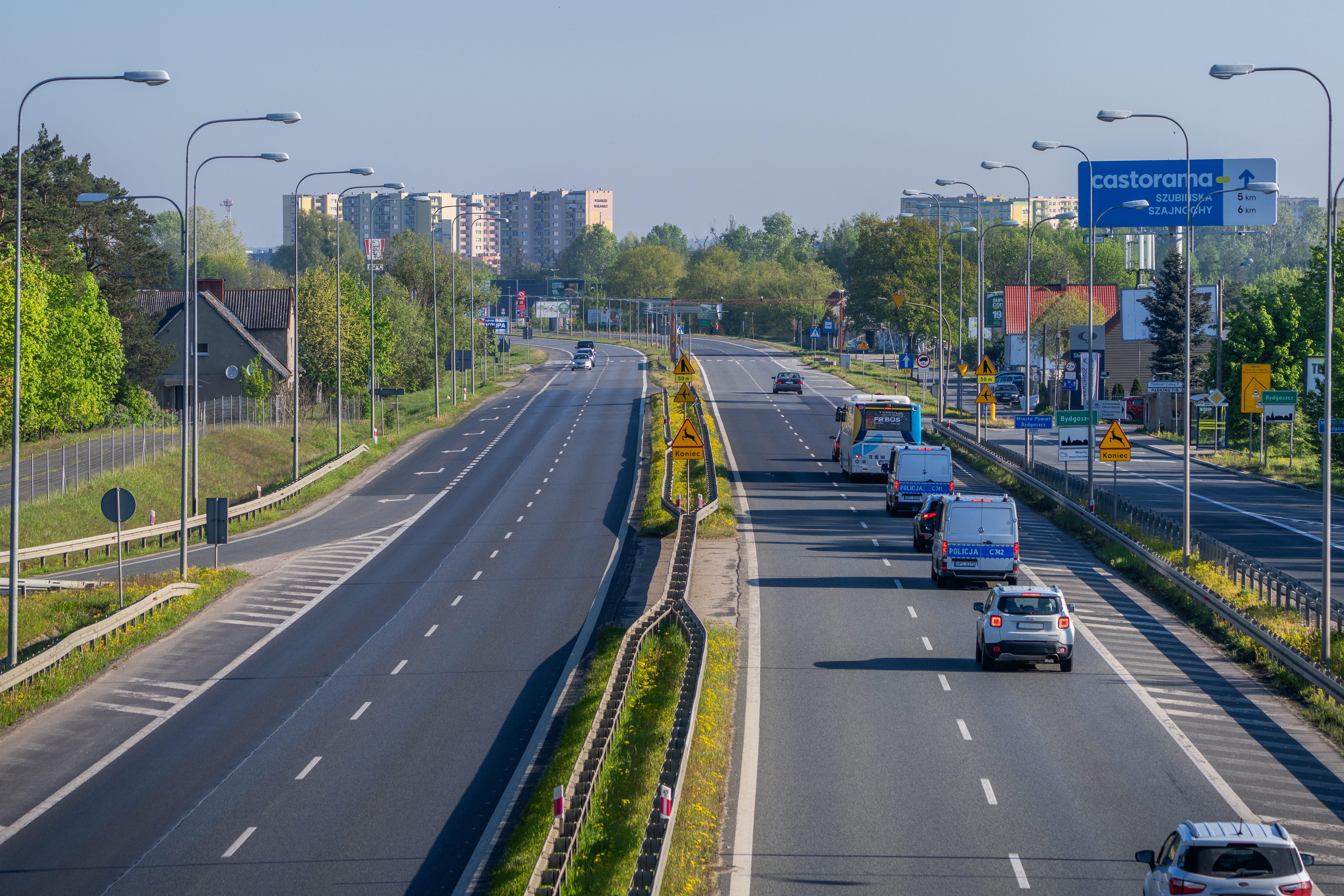
DW 239 w Bydgoszczy

### Stary przebieg (do 2017)
- Rykowisko
- Błądzim
- Ostrowite
- Lniano
- Jastrzębie
- Drzycim
- Gródek nad Wdą
- Laskowice
- Świecie
- Morsk

### Nowy przebieg (od 2022)
- Jastrzębie
- Osielsko
- Bydgoszcz